# Silene napuligera
Silene napuligera là loài thực vật có hoa thuộc họ Cẩm chướng. Loài này được Franch. miêu tả khoa học đầu tiên năm 1889.